# Келабитский язык
Келабитский язык (Apo Duat, Kalabit, Kelabit, Kerabit) — один из самых отдалённых языков острова Калимантан (Борнео), на котором говорит народ келабит в горной местности Барио высоких и самых отдалённых гор Калимантана штата Северный Саравак в Малайзии, а также в отдалённых горах на границе со штатом Саравак к северо-западу от города Лонкемуат в Индонезии.
У келабитского языка есть несколько диалектов: барео (барио), брунг, лепу-потонг, либбунг, лон-бангаг, лонг-лелланг, лонг-напир, лонг-пелуан, па-далих, па-мада, па-умор (в Барио), табун, тринг.